# El Buste
El Buste là một đô thị ở tỉnh Zaragoza, Aragon, Tây Ban Nha. Theo điều tra dân số 2004 của Viện thống kê Tây Ban Nha (INE), đô thị này có dân số là 98 người. Diện tích đô thị này là 7 ki-lô-mét vuông.
El Buste nằm ở độ cao 695 m trên mực nước biển.